# Caltuchoco
Caltuchoco är en ort i Mexiko.   Den ligger i kommunen Tepango de Rodríguez och delstaten Puebla, i den sydöstra delen av landet, 160 km öster om huvudstaden Mexico City. Caltuchoco ligger 1 078 meter över havet och antalet invånare är 499.
Terrängen runt Caltuchoco är kuperad norrut, men söderut är den bergig. Runt Caltuchoco är det ganska tätbefolkat, med 129 invånare per kvadratkilometer. Närmaste större samhälle är Zongozotla, 2,9 km sydost om Caltuchoco. I omgivningarna runt Caltuchoco växer huvudsakligen savannskog.